# Makaroniarze
Makaroniarze (oryg. tytuł Maccheroni) – włoski dramat z 1985 roku w reżyserii Ettorego Scoli, który także był współtwórcą scenariusza obok Furio Scarpelli i Ruggero Maccari. Światowa premiera odbyła się 24 października 1985 roku. W rolach głównych wystąpili Jack Lemmon, Marcello Mastroianni oraz Daria Nicolodi. Zdjęcia kręcono w Neapolu.

## Fabuła
Amerykański biznesmen, Robert Traven (Jack Lemmon), po czterdziestu latach powraca do Neapolu. Jest zmęczony, sfrustrowany, przepracowany i na dodatek się rozwodzi. Tam spotyka dawnego przyjaciela, Antonio (Marcello Mastroianni). Z początku czuje się nieswojo w nowym otoczeniu, ale z czasem się przyzwyczaja i dostrzega radość z życia.

## Obsada
- Jack Lemmon jako Robert Traven
- Marcello Mastroianni jako Antonio Jasiello
- Daria Nicolodi jako Laura Di Falco
- Isa Danieli jako Carmelina Jasiello
- Patrizia Sacchi jako Virginia
- Bruno Esposito jako Giulio Jasiello
- Giovanna Sanfilippo jako Maria
- Fabio Tenore jako Pasqualino
- Marta Bifano jako Luisella
- Aldo De Martino jako Cottone